# Javelin (przeciwlotniczy pocisk rakietowy)
Javelin – przenośny przeciwlotniczy zestaw rakietowy opracowany w latach 80. XX wieku w Wielkiej Brytanii przez przedsiębiorstwo Thales Air Defence.
Pocisk po wystrzeleniu z wyrzutni naprowadzany jest na cel (samolot lub śmigłowiec) przez operatora, który obserwując cel utrzymuje go na środku celownika, a system naprowadzania drogą radiową nakierowuje na niego pocisk. Pocisk może być odpalany z wyrzutni przenośnej („z ramienia” operatora) lub z lekkiej wyrzutni stacjonarnej, przystosowanej do umieszczenia trzech pocisków Javelin.
Javelin był następcą pocisku Blowpipe, wycofanego ze służby w brytyjskich siłach zbrojnych w 1985 roku. Wśród użytkowników systemu Javelin znajdowały się brytyjska armia i piechota morska, a także siły zbrojne Botswany, Kanady, Korei Południowej, Malezji oraz Peru. Broń wykorzystywana była podczas I wojny w Zatoce Perskiej (1990–1991).
System Javelin został wycofany z użycia w wojsku brytyjskim. Jego następcami były systemy przeciwlotnicze Starburst (od 1993 roku) oraz Starstreak (od 1997 roku).